# Nick Stabulas
Nick Stabulas (New York, 18 december 1929 – Great Neck (New York), 6 februari 1973) was een Amerikaanse jazzdrummer.

## Biografie
Stabulas werkte al vroeg in zijn carrière in de commerciële muziek en trad vervolgens in dienst van Phil Woods van 1954 tot 1957. Hij deed uitgebreid werk als sideman in de jaren 1950 met Jon Eardley (1955-56), Jimmy Raney (1955-57), Eddie Costa ( 1956), Friedrich Gulda (1956), George Wallington (1956-1957), Al Cohn (1956-1957, 1960), Zoot Sims (1957), Gil Evans (1957), Mose Allison (1957-1958), Carmen McRae ( 1958) en Don Elliott (1958). In de jaren 1960 werkte hij samen met Chet Baker, Kenny Drew jr., Bill Evans, Lee Konitz en Lennie Tristano. Hij was actief tot in de jaren zeventig.

## Overlijden
Nick Stabulas overleed in februari 1973 op 43-jarige leeftijd bij een auto-ongeluk.

## Discografie
Met Mose Allison
- 1957: Local Color (Prestige)
- 1958: Young Man Mose (Prestige)

Met Al Cohn
- 1956: The Al Cohn Quintet Featuring Bobby Brookmeyer (Coral) met Bob Brookmeyer
- 1957: Al and Zoot (Coral) met Zoot Sims

Met Eddie Costa
- 1956: Eddie Costa/Vinnie Burke Trio (Josie)

Met Gil Evans
- 1957: Gil Evans & Ten (Prestige)

Met Carmen McRae
- 1958: Birds of a Feather (Decca)

Met George Wallington
- 1957: Jazz at Hotchkiss (Savoy)

Met Phil Woods
- 1955: Woodlore (Prestige)
- 1957: Phil and Quill with Prestige (Prestige)
- 1957: Sugan (Status) - met Red Garland

Met Lee Konitz
- 1961: Motion 1961 met Lee Konitz as, Sonny Dallas b